# Carnegie Council for Ethics in International Affairs
Carnegie Council for Ethics in International Affairs är en amerikansk oberoende och icke vinstdrivande stiftelse (av typen 501(c)3) vars ändamål är att främja etik i internationella mellanhavanden. Organisationen grundades av Andrew Carnegie som Church Peace Union 1914, har sitt huvudkontor i New York och det nuvarande namnet (via Council on Religion and International Affairs 1961 och Carnegie Council on Ethics and International Affairs 1986) antogs 2005.